# Lê Mạnh Hà
Lê Mạnh Hà (sinh 1957) là một chính khách người Việt Nam. Ông từng giữ các chức vụ Phó Chủ nhiệm Văn phòng Chính phủ Việt Nam; Thành Ủy viên, Phó Chủ tịch Ủy ban nhân dân Thành phố Hồ Chí Minh kiêm Giám đốc Sở Thông tin và Truyền thông Thành phố Hồ Chí Minh.
Ông là con trai Đại tướng Lê Đức Anh, cố Chủ tịch nước Cộng hòa xã hội chủ nghĩa Việt Nam.

## Tiểu sử
Lê Mạnh Hà sinh ngày 08 tháng 10 năm 1957. Quê quán tại Lộc An, Phú Lộc, Thừa Thiên Huế. Hiện cư ngụ tại quận Tân Bình, Thành phố Hồ Chí Minh. Cha ông là Đại tướng Lê Đức Anh, cố Chủ tịch nước Việt Nam. Mẹ ông là bà Võ Thị Lê (sinh năm 1928, tại xã Quế Phong, huyện Quế Sơn, tỉnh Quảng Nam - mất ngày 18 tháng 11 năm 2016 tại Bệnh viện Trung ương Quân đội 108, Hà Nội). Mẹ ông là bác sĩ công tác ở bệnh viện Việt Xô Hà Nội. Ông còn có một em gái tên là Lê Xuân Hồng sinh năm 1959 (cùng cha cùng mẹ), một chị gái cũng tên Lê Xuân Hồng sinh năm 1951 (cùng cha khác mẹ, con của bà Phạm Thị Anh, vợ trước của ông Lê Đức Anh), và chị gái tên Huỳnh Thị Lệ Hạnh, sinh năm 1950 (cùng mẹ khác cha, con của chồng trước của bà Võ Thị Lê).
Từ 1975 đến tháng 10 năm 1981, ông là học viên khóa 11, chuyên ngành Kỹ thuật Thông tin- Khoa Vô tuyến điện tử, Trường Đại học Kỹ thuật Quân sự, cấp bậc từ Binh nhì đến Thượng sĩ. Từ năm 1981 đến năm 1986, ông là cán bộ nghiên cứu, Viện Kỹ thuật Quân sự.
Lê Mạnh Hà được kết nạp vào Đảng Cộng sản Việt Nam ngày 14 tháng 1 năm 1984.
Từ tháng 10 năm 1986 đến tháng 12 năm 1991, ông là Nghiên cứu sinh Tiến sĩ tại Học viện Thông tin Quân sự Liên Xô. Sau về là Thiếu tá, Trưởng phòng, Cục Tiêu chuẩn - Đo lường - Chất lượng, Bộ Quốc phòng.
Năm 1992 ông ra quân chuyển về giảng dạy tại Trường Hàng không Việt Nam.
Năm 1996, ông chuyển về công tác tại Bộ Kế hoạch và Đầu tư Việt Nam, giữ chức vụ chuyên viên Vụ Quản lý Dự án Đầu tư nước ngoài.
Từ tháng 5 năm 1998 đến tháng 7 năm 2000, ông được cử đi học Thạc sĩ Quản lý nhà nước tại Đại học Harvard, Hoa Kỳ.
Tháng 7 năm 2000, ông về nước, tiếp tục làm chuyên viên của Bộ Kế hoạch và Đầu tư.
Tháng 10 năm 2000, ông là chuyên viên của Trường Đại học Quốc gia Hà Nội.
Từ tháng 10 năm 2001 đến tháng 11 năm 2004, ông chuyển về công tác tại Thành phố Hồ Chí Minh, lần lượt giữ các chức vụ: Phó Giám đốc Sở Kế hoạch và Đầu tư, Phó Chủ tịch Ủy ban nhân dân quận Bình Thạnh;
Từ tháng 11 năm 2004 đến tháng 4 năm 2008, ông giữ chức Giám đốc Sở Bưu chính, Viễn thông Thành phố Hồ Chí Minh.
Từ tháng 5 năm 2008 đến ngày 15 tháng 5 năm 2015, ông Hà là Giám đốc Sở Thông tin và Truyền thông Thành phố Hồ Chí Minh. Đồng thời giữ chức Phó Chủ tịch UBND Thành phố Hồ Chí Minh đến ngày 15 tháng 5 năm 2015.
Ông được bầu làm Ủy viên Ban Chấp hành Đảng bộ thành phố lần thứ IX.
Từ ngày 15 tháng 5 năm 2015, Lê Mạnh Hà được bổ nhiệm Phó chủ nhiệm Văn phòng Chính phủ.
Không lâu sau sinh nhật 61 tuổi, thủ tướng Nguyễn Xuân Phúc đã ký quyết định ông nghỉ hưu theo chế độ.

## Khen thưởng
- Huân chương Chiến sĩ vẻ vang hạng I,
- Huân chương Lao động hạng III.

## Kỉ luật
- Ủy ban Kiểm tra Trung ương Đảng Cộng sản Việt Nam đã thi hành kỷ luật về Đảng tại Quyết định số 940-QĐ/UBKTTW ngày 20 tháng 11 năm 2018, Thủ tướng Chính phủ Nguyễn Xuân Phúc ký quyết định 1673/QĐ-TTg thi hành kỷ luật bằng hình thức khiển trách đối với ông Lê Mạnh Hà, nguyên Phó Chủ nhiệm Văn phòng Chính phủ do có liên quan đến Dự án Tổng Công ty Viễn thông Mobifone mua 95% cổ phần của Công ty cổ phần nghe nhìn Toàn cầu (AVG)[9][10].

## Gia đình
Lê Mạnh Hà là con của Lê Đức Anh, cố Chủ tịch nước Cộng hòa xã hội chủ nghĩa Việt Nam, và bà Võ Thị Lê. Hôm mùng 3/5/2019, ông cũng là người đã thay mặt gia quyến đọc lời cảm tạ trong lễ truy điệu của cha đẻ cũng chính là cố Chủ tịch nước Cộng hòa xã hội chủ nghĩa Việt Nam.